# Joyce Jonathan
Joyce Jonathan (Levallois-Perret, 3 novembre 1989) è una cantautrice francese.

## Biografia e carriera
Si iscrive giovanissima ad una scuola di canto. Si accompagna al pianoforte e alla chitarra e alla età di 13 anni ha scritto la sua prima canzone, pubblicata pochi anni dopo. Nel febbraio 2010 è uscito il suo primo singolo, Pas besoin de toi, seguito nel mese di marzo da Je ne sais pas, entrati nelle classifiche di Belgio e Svizzera.
I singoli hanno accompagnato l'uscita dell'album Sur mes gardes, pubblicato nel gennaio 2010 per l'etichetta discografica Warner, che ha raggiunto la ventesima posizione della classifica francese degli album, comparendo anche nella classifica belga.

## Discografia

### Album
- 2010 - Sur mes gardes
- 2013 - Caractère
- 2016 - Une place pour moi

### Singoli
- 2009 - Pas besoin de toi
- 2009 - Je ne sais pas